# ウィリアム・ラトクリフ
『ウィリアム・ラトクリフ』（露：Вилльям Ратклифф または Вильям Ратклиф 英：William Ratcliff）は、ツェーザリ・キュイが1861年から1868年にかけて作曲した3幕から成るオペラ。1869年2月14日（ユリウス暦、旧暦）、サンクトペテルブルクのマリインスキー劇場にて、エドゥアルド・ナープラヴニーク指揮により初演された。この作品は1900年にもミハイル・イッポリトフ＝イワノフによってモスクワで再演されているが、ロシアにおいても西側諸国においても、スタンダードなレパートリーとはならなかった。にもかかわらず、このオペラはロシアの芸術音楽の歴史において、非常に重要な位置を占めているといえる。それはこれがロシア五人組の作った作品の中で初めて上演に至ったオペラだからというだけではなく、彼らの試行錯誤と互いに刺激し合うことで生まれた音楽的特性がこの作品には表れているからである。

## 作曲の経緯
このオペラの題材はミリイ・バラキレフからキュイに持ちかけられた。ミリイはリムスキー＝コルサコフのように曲の編作曲も行う人物であった。ハインリヒ・ハイネ作で、ヴァシーリー・ジュコーフスキーによるロシア語の韻文訳同名の悲劇に、新たにヴィクトール・クルイロフが詩を加筆したものをキュイが脚色した。クルイロフは以前からキュイのオペラに関係している台本作家で、「カフカスの捕虜」や「マンダリーナの息子」も彼による台本である。ハイネの原作では彼自身が生きた18世紀のスコットランドが舞台となっているが、このオペラにおいては17世紀に時代を移している。このオペラの題材は後のいくつかのオペラでも使われており、その中でも、四半世紀後に初演されたピエトロ・マスカーニの『グリエルモ・ラトクリフ』が有名である。

## 登場人物

### 主要登場人物
- マクレガー（バス）：　スコットランドの裕福な領主
- メアリー（マリア）（ソプラノ）：　マクレガーの娘
- マーガレット（メゾソプラノ）：　メアリーの乳母
- アール・ダグラス（テノール）：　メアリーの婚約者
- ウィリアム・ラトクリフ（バリトン）

### その他の登場人物
- レスリー（テノール）：　ラトクリフの友人
- ロビン（バス）：　浮浪者
- トム（バリトン）：　浮浪者
- ベッツィ（ソプラノ）：　酒場のウェイトレス
- 使用人、結婚式の招待者、詐欺師、強盗（合唱）

## あらすじ
この話は19世紀初頭のドイツにおける宿命劇の慣習に依っており、非常に血生臭い。たくさんの関連する動機と出来事が上演のカーテンが上がる前から存在しており、それが長大な物語の中で描写されていくにもかかわらず、舞台上の演技はほとんどの時間を通して非常に静的である。ハイネの原作から大きく外れている点は、第1幕の結婚式のコーラスと、第2幕第1場における酒場での意味深な「主の祈り」のエピソードが、滑稽な合唱のシーンに変えられている点である。

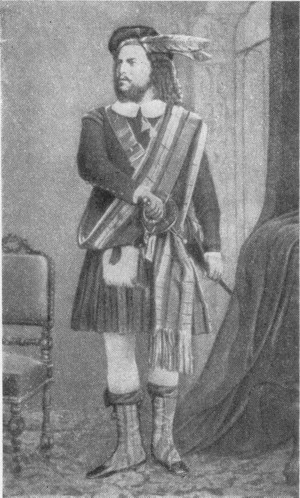
ラトクリフ役のI.A. メルニコフ、1869年

### 幕開け前の出来事
昔、マクレガーの妻ベティはウィリアムの父、エドワード・ラトクリフと恋に落ちた。マクレガーが嫉妬からエドワードを殺すと、ベティは悲嘆の余り死んでしまう。エドワードとベティの幽霊が、マクレガーの娘メアリーの婚約者を二人殺したウィリアムの前に現れる。

### 第1幕 第1場
密かにウィリアムを慕っているメアリーだったが、マクレガーの城では、ダグラスとの結婚式の最中だった。招待客たちは結婚を祝い、マクレガーは夫婦を祝福している。しかしマーガレットが「どうしてあなたの剣は血で赤く染まっているの、エドワード?」と不吉な歌を歌う。それがダグラスをいらだたせ、メアリーが彼をなだめようとする。ダグラスは路上で追剥ぎに襲われたと語り、メアリーはそれを聞いて気を失いそうになるが、何とか気を持ち直す。ダグラスは見知らぬ男に助けられたと言う。マクレガーはメアリーと招待客を祝宴場に送り出した後、ダグラスにメアリーの二人の元婚約者に起こったことについて詳細を打ち明ける。

### 第1幕 第2場
祝福の歌が鳴り響く中、ラトクリフの代理人のレスリーが決闘の申込を伝えに来る。

### 第2幕 第1場
酒場では常連客たちが酔っ払いのロビンを馬鹿にして面白がっている。レスリーは結婚の歌を歌っている。ラトクリフが入って来たとき、お客たちは寝てしまっていた。彼はレスリーに抱き合おうと互いに手を伸ばす二人の幽霊の話や、子供時代のメアリーとの思い出、また彼が何故メアリーの二人の婚約者を殺したのか、を語った。彼の目の前に幻覚が現れたが、酒場の客が起きだしたので、ラトクリフとレスリーは酒場を出て、家に帰り眠りについた。

### 第2幕 第2場
黒岩のそばでラトクリフはダグラスを待っている。後からやって来たダグラスはラトクリフが彼を強盗から救ってくれた男だと気付く。しかし約束された以上決闘は行われ、ダグラスは重傷を負い、ラトクリフは立ち去る。ラトクリフがはっと我に返ると、魔女たちが彼をあざ笑うのが聞こえ、雷と稲妻と風が飛び交う中それから逃れようと走り出す。

### 第3幕
メアリーは寝室でマーガレットに、ウィリアムがどれほど愛しかったか、彼が婚約者で彼女に向かって手を伸ばしてくれることをどんなに夢見ているかを語っていた。彼女が自分の母親に何があったのかたずねると、マーガレットはその出来事について話した。誰か部屋に入って来たのでマーガレットはエドワードかと勘違いしたが、それは怪我をしたラトクリフだった。メアリーが怪我の手当てをしてやる。そのときマーガレットが再び歌い出した。それを聞いたラトクリフは発狂し、メアリーを殺す。助けを呼ぶ声を聞いて部屋に現れたマクレガーも殺した。その後ラトクリフはアルコーブ（小部屋）に向かいそこで自殺した。そこに二人の幽霊が現れ抱き合う。ダグラスと招待客らがやって来て、起こった悲劇に驚く。

## 著名な楽曲
- 管弦楽序曲
- メアリーのロマンス（第1幕 第1場）
- マクレガーの物語（第1幕 第1場）
- レスリーの歌（第2幕 第1場）
- ラトクリフの物語（第2幕 第1場）
- 黒岩側の場面（第2幕 第2場）
- 第3幕の管弦楽序曲
- メアリーのロマンス（2）（第3幕）
- マーガレットの物語（第3幕）
- ラトクリフとメアリーのデュエット（第3幕）